# Heinlaid
Heinlaid is een eiland binnen de territoriale wateren van Estland. Het eiland ligt in Väinameri, het deel van de Oostzee tussen de grotere eilanden Muhu, Saaremaa, Hiiumaa en Vormsi en het Estische vasteland. Heinlaid ligt het dichtst bij Hiiumaa en valt bestuurlijk onder het dorp Sarve in de gemeente Hiiumaa. Sarve ligt ongeveer 2,5 km van het eiland verwijderd; de haven van Heltermaa ligt 5 km ten noordwesten van het eiland. De naam betekent ‘Hooi-eilandje’.

## Inwoners
Eeuwenlang was het eiland onbewoond. Op 1 januari 2019 telde het eiland echter 6 inwoners. De Estische ministerraad besloot op 24 januari van dat jaar het eiland op de ‘Lijst van bewoonde kleine eilanden’ te zetten.

## Geografie
Het eiland heeft een oppervlakte van 1,49 km². Het hoogste punt ligt 2,7 meter boven de zeespiegel. De ondergrond van het eiland bestaat uit kalksteen, gevormd tijdens het Siluur. De laag aarde daarboven is vrij dun. De vegetatie bestaat voor een deel uit gemengd bos en voor een ander deel uit weiland (vandaar de naam ‘Hooi-eilandje’). Het weiland wordt al eeuwen gebruikt om vee te weiden, vooral schapen.
Het eiland heeft geen veerverbinding. In de winter loopt er een ijsweg van de haven van Sarve naar Rohuküla op het Estische vasteland, die het eiland op een korte afstand passeert.
Heel Väinameri is een beschermd natuurgebied onder de naam Väinamere hoiuala.

## Geschiedenis
In 1620 werd het eiland genoemd als Hainalaidzholm en in 1798 als Heinalaid. Het lag op het landgoed Großenhof (Suuremõisa). Op het eind van de 18e eeuw hoorde het korte tijd bij het landgoed van Soonlep (Soonlepa).

## Foto's

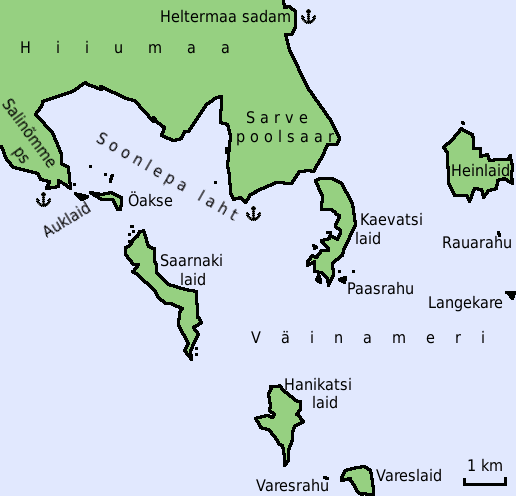
De eilanden ten zuidoosten van Hiiumaa
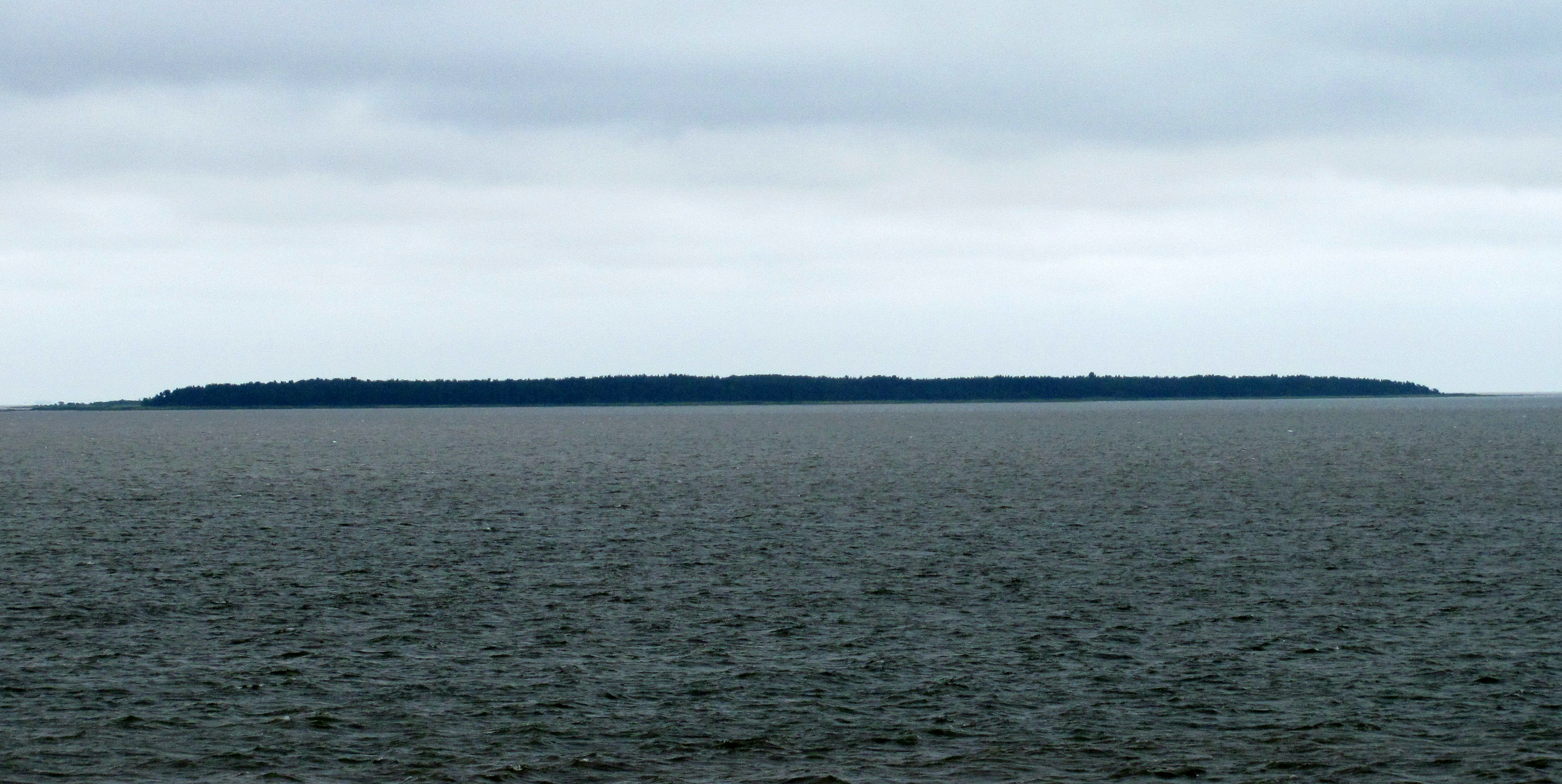
Gezicht op Heinlaid vanuit de haven van Heltermaa
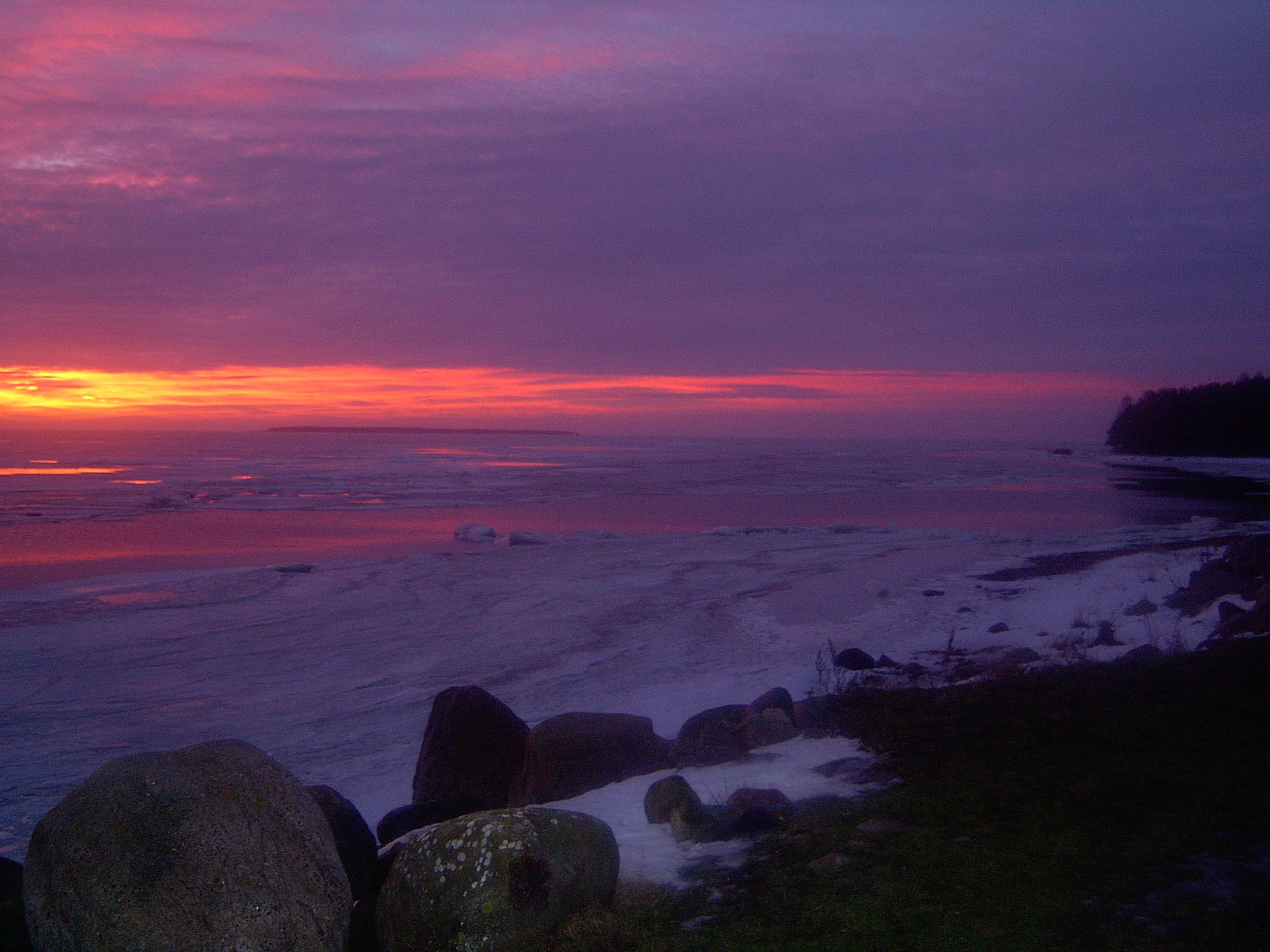
Gezicht op Heinlaid in de vroege ochtend